# Hrabstwo Washington (Wisconsin)
Hrabstwo Washington (ang. Walworth County) – hrabstwo w stanie Wisconsin w Stanach Zjednoczonych.
Obszar całkowity hrabstwa obejmuje powierzchnię 435,89 mil² (1128,95 km²). Według szacunków United States Census Bureau w roku 2009 miało 130 681 mieszkańców. Jego siedzibą administracyjną jest West Bend.
Hrabstwo powstało w 1836.

## Miasta
- Addison
- Barton
- Erin
- Farmington
- Germantown
- Hartford – city
- Hartford – town
- Jackson
- Kewaskum
- Milwaukee
- Polk
- Trenton
- Wayne
- West Bend – city
- West Bend – town

## Wioski
- Germantown
- Jackson
- Kewaskum
- Newburg
- Richfield
- Slinger

## CDP
- Allenton